# Фрагментация среды обитания

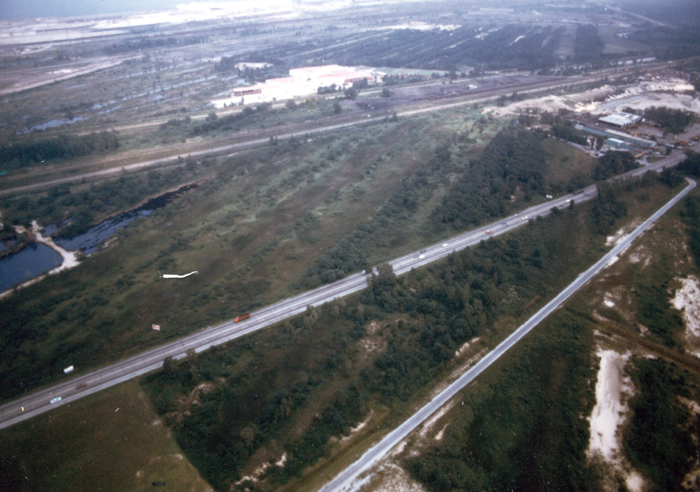
Фрагментация леса дорогами

Фрагментация среды обитания — появление и увеличение фрагментации естественной среды обитания, вызывающее фрагментацию популяции и распад экосистемы.

## Последствия
Основная проблема — уменьшение естественной среды обитания и биоразнообразия. В разрозненных фрагментах дикой природы количество видов уменьшается. Изолированные участки лесов Амазонии размером в 100 гектар потеряли половину видов за 15 лет.

## Предотвращение
Фрагментация среды обитания делает невозможной миграцию растений и животных в ответ на деятельность человека или изменения климата. При наличии путей миграции колебания популяции уменьшаются.
- Одним из методов борьбы с последствиями является создание природных коридоров[4][5]
- Сохранение природы при индустриальном строительстве, строительстве дорог и развитии инфраструктуры[6][7]